# Kelly Preston
Kelly Kamalelehua Palzis (Honolulu, Hawái, 13 de octubre de 1962-Clearwater, Florida, 12 de julio de 2020), más conocida como Kelly Preston, fue una actriz estadounidense. Apareció en más de sesenta producciones de televisión y cine, entre las que se incluyen Christine, Twins y Jerry Maguire.

## Biografía
Kelly Kamalelehua Smith (su segundo nombre: «Kamalelehua» significa ´jardín de lehuas'; una lehua es una conocida flor hawaiana) nació en Honolulu, Hawái. Su madre, Linda, era administradora de un centro de salud mental y su padre, que trabajaba para una empresa agrícola, murió ahogado cuando Preston tenía tres años. Su madre se casó con Peter Palzis, un director de personal, que posteriormente la adoptó. Ella usó su apellido cuando comenzó su carrera como actriz hasta 1984. Tenía un medio hermano más joven, Chris Palzis. De niña, pasó un tiempo viviendo en Irak y también en Australia, donde asistió a la Pembroke School en Adelaida. Asistió también a la escuela Punahou y estudió teatro en la Universidad del Sur de California.
La actriz se casó con Kevin Gage en 1986, de quien se divorció en 1988, sin tener hijos. 
Preston se casó en 1991 con John Travolta, su compañero de reparto en la película Los expertos. Su hijo Jett, que padecía la enfermedad de Kawasaki, nació el 13 de abril de 1992 y falleció el 2 de enero de 2009, a los 16 años. Su hija, Ella, nació el 3 de abril de 2000. Su tercer hijo, Benjamin, nació el 23 de noviembre de 2010.
La pareja volvió a trabajar junta en algunos proyectos posteriores, como la película de ciencia ficción Battlefield Earth (2000), basada en la novela homónima de L. Ron Hubbard, y la comedia Old Dogs (2009). 
En 2004 protagonizó el videoclip She Will Be Loved de Maroon 5.
En la última película que estrenó antes de su fallecimiento, Gotti (2018), también colaboró junto a Travolta, quien interpretó al mafioso John Gotti, mientras Preston actuó como su esposa, Victoria.

### Fallecimiento
Tras dos años de lucha contra un cáncer de mama, falleció a los 57 años el 12 de julio del 2020 a causa de complicaciones con la enfermedad.

## Filmografía
- Christine (1983)
- Metalstorm: The Destruction of Jared-Syn (1983)
- Mischief (1985)
- Secret Admirer (1985)
- SpaceCamp (1986)
- 52 Pick-Up (1986)
- Amazon Women on the Moon (1987)
- A Tiger's Tale (1987)
- Love at Stake (1988)
- Spellbinder (1988)
- Twins (1988)
- The Experts (1989)
- Tales from the Crypt 3 (1990)
- Run (1991)
- The Perfect Bride (1991)
- Only You (1992)
- Double Cross (1994)
- Cheyenne Warrior (1994)
- Love Is a Gun (1994)
- Mrs. Munck (1995)
- Curdled (1996)
- Citizen Ruth (1996)
- Jerry Maguire (1996)
- From Dusk Till Dawn (1996)
- Adictos al amor (1997)
- Nada que perder (1997)
- Jack Frost (1998)
- El gurú, una incontrolable tentación - Holy Man (1998)
- For Love of the Game (1999)
- Daddy and Them (1999)
- Battlefield Earth (2000)
- Bar Hopping (2000)
- The Cat in the Hat (2003)
- View from the Top (2003)
- What a Girl Wants (2003)
- Eulogy (2004)
- Sky High (2005)
- Broken Bridges (2006)
- Death Sentence (2007)
- Old Dogs (2009)
- Casino Jack (2010)
- La última canción (2010)
- Gotti (2018)
- El viaje de sus vidas (2021)